# Parc Hernández
El parc Hernández és el parc més important de la ciutat autònoma espanyola de Melilla i està emplaçat en l'Eixample Modernista, en la plaça d'Espanya.

## Història

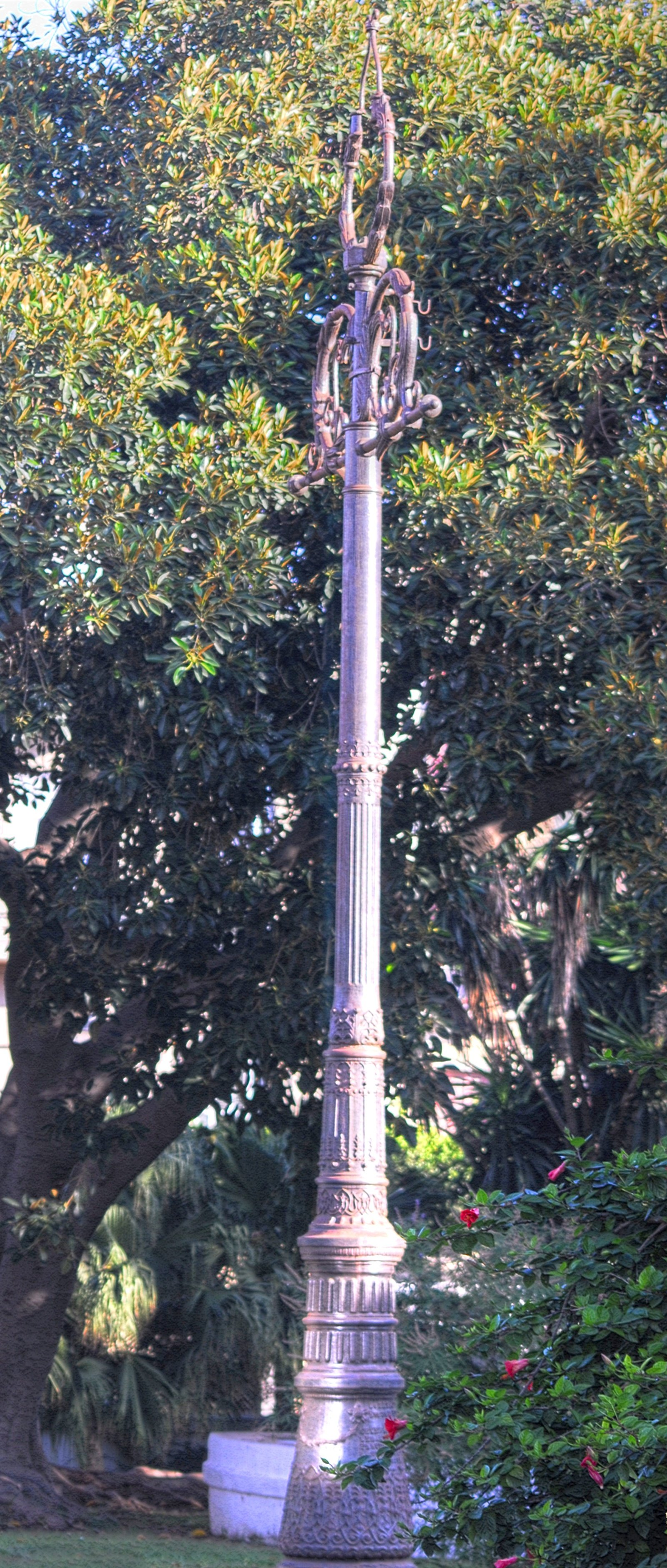
Fanal

El seu origen se situa en 1872, quan es va emplenar l'antic llit del Riu d'Or amb les terres que es van extreure per a formar el seu nou llit. En 1900 el llavors comandant general de la plaça, Venancio Hernández Fernández, va decidir la transformació de l'extensa planícia que s'utilitzava com a camp d'instrucció de la tropa i abocador de la població en un parc forestal. Per a això va comptar amb la col·laboració de la Junta d'Arbitris que va sufragar les despeses a través de la partida d'entreteniments.
En 1902 es realitza el parc amb forma de trapezi segons disseny de l'enginyer Vicente García del Camp de l'any amnterior, sent inaugurat el 18 de maig i en 1906 es va iniciar la urbanització que va resultar infructuosa en arrasar una riuada el parc aquest any, en 1907 es construeix un templet en el centre del parc i s'instal·la el Fanal commemoratiu en honor al general Hernández costejada per una subscripció popular iniciada pel Telegrama del Rif.
En 1914 es construeix la portada principal amb un ambigú denominat Cafè Alhambra entre 1911 i 1918, en 1915 in dipòsit d'aigua elevat que va permetre convertir-ho en un veritable parc i en 1918 s'acaba el tancament del parc.
Entre 1927 i 1930 es construeixen les pèrgoles, se suprimeixen quioscos i passejos, es pavimenten els més importants i s'instal·la en el soterrani del templet una col·lecció de resta arqueològics.
A principis dels anys 30 es perd la rotonda del final del parc i la col·lecció arqueològica es trasllada a l'entorn de la Porta de la Marina. instal·lant-se en el soterrani del templet una biblioteca popular.
En 1945 es derroca el templet i s'instal·la una font lluminosa que és derrocada entre 1951 i 1952, en 1966 es reposa i arregla el reixat metàl·lic del tancament i en 1987 s'arregla el passeig central, col·locant-se en el centre del parc una font, encara que a la fi dels anys 70 comença una llarga decadència.
A l'abril de 2007, en la celebració del XXXIV Congrés de Parcs i Jardins obté al costat dels jardins de la plaça d'Espanya el títol de parc històric.

## Descripció
Compta amb una portada principal, composta de tres portes, amb cancel·les de ferro, la central flanquejada per dos prismes, amb l'escut de Melilla i coronat per una corona, amb una torre en la qual se situa Guzmán el Bo brandant un punyal.

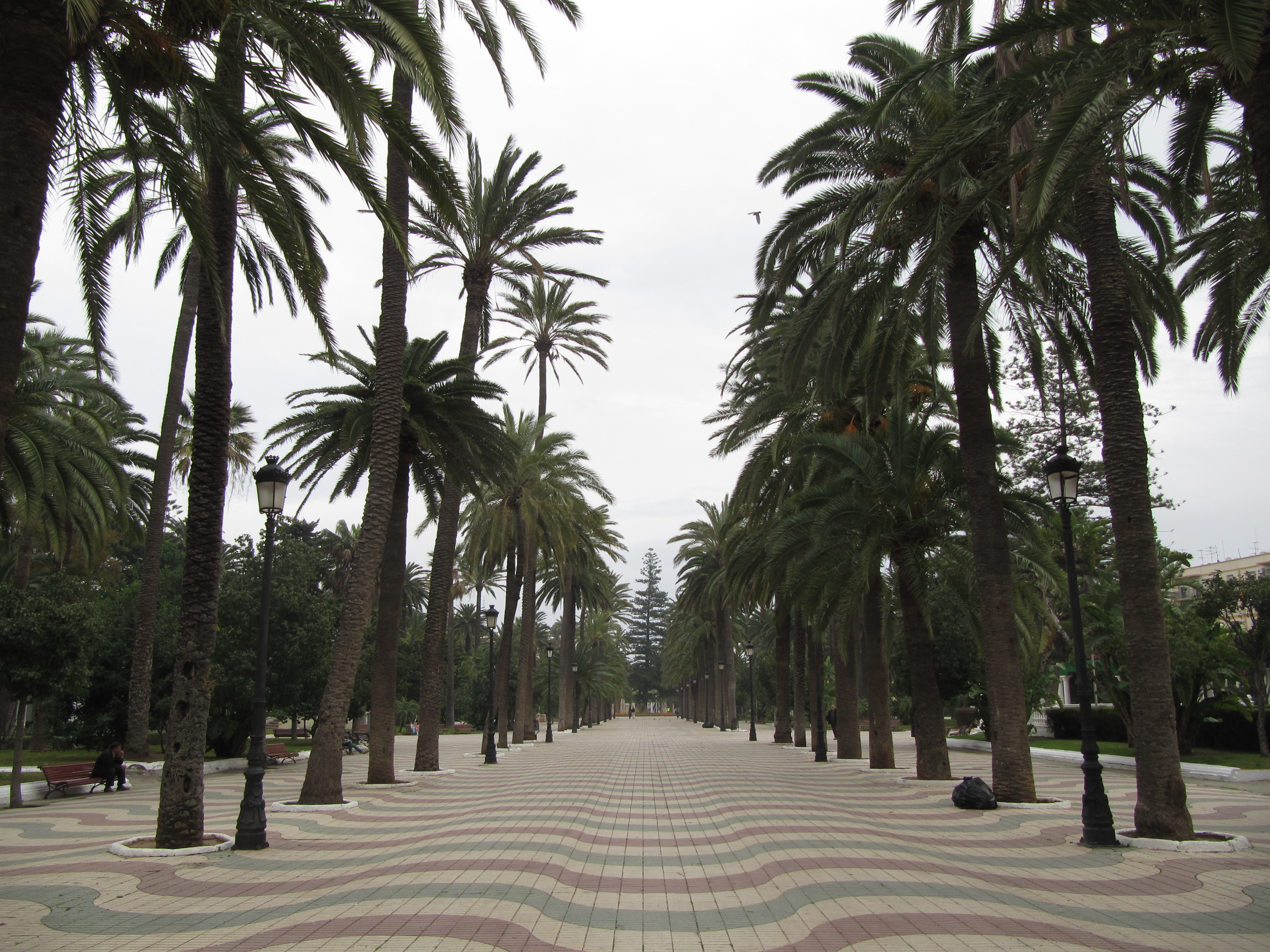
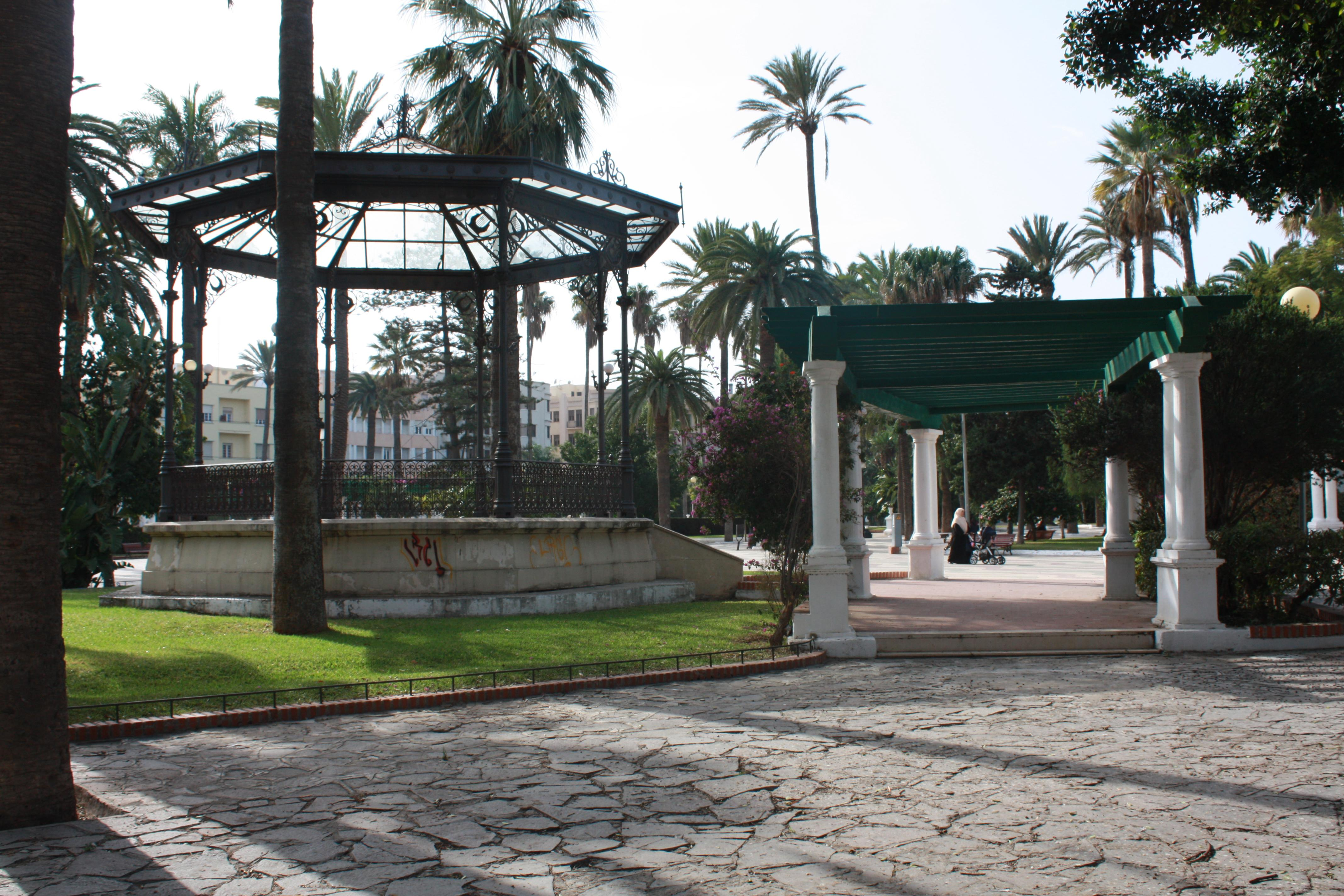
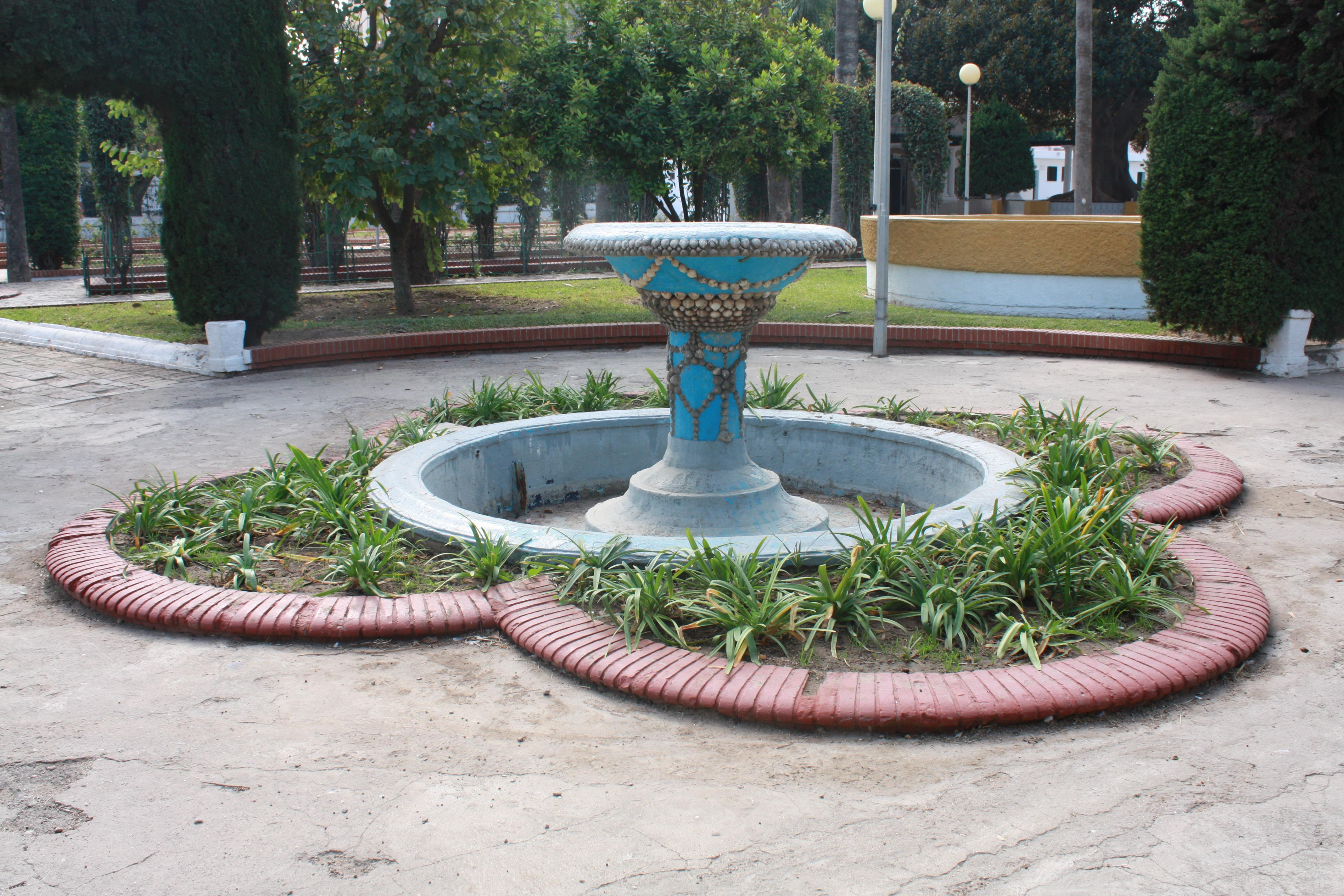
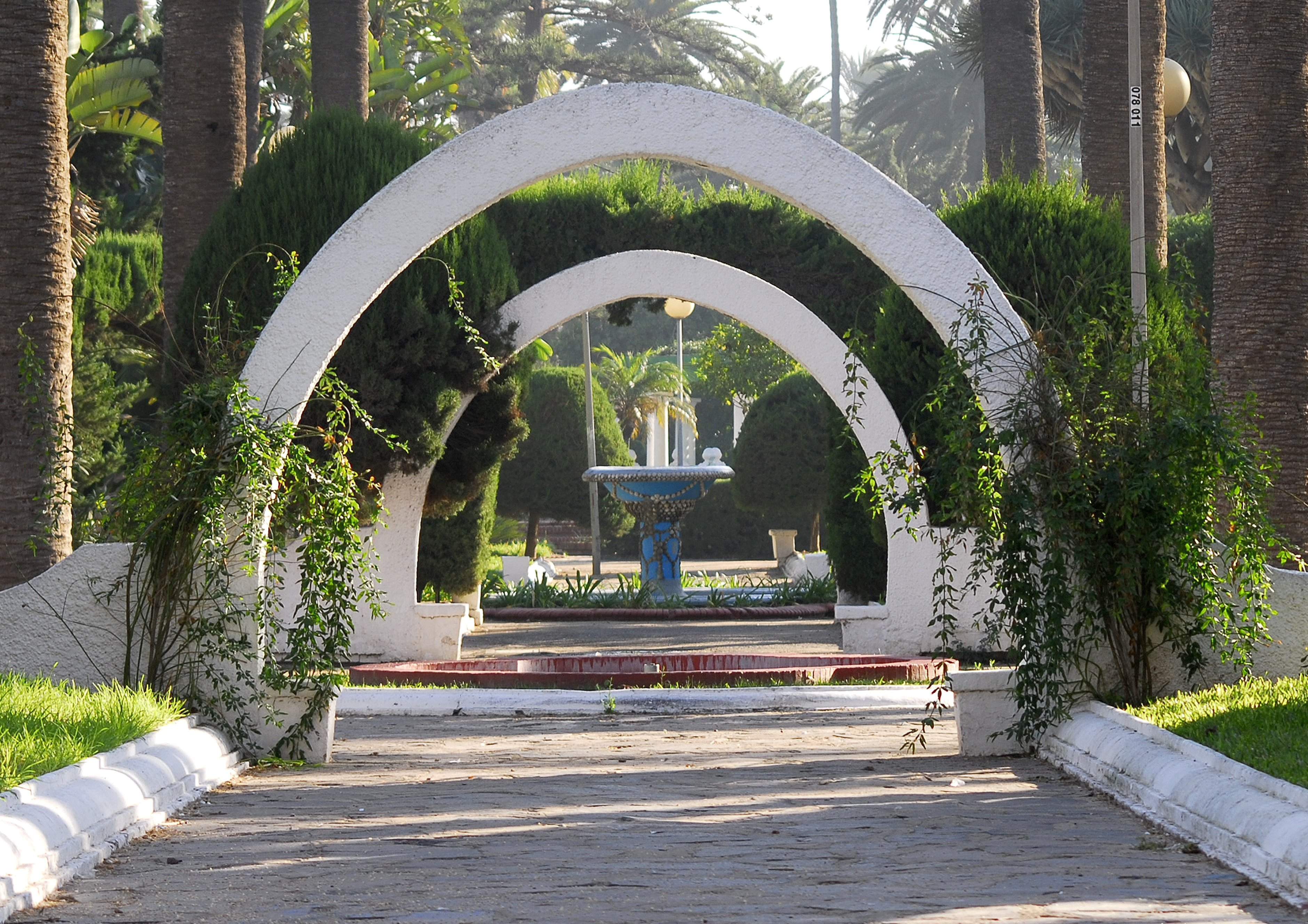